# Hildor Tillinger
Karl Hildor Israel Tillinger, född 23 december 1888 i Tillinge församling, Uppsala län, död den 26 februari 1984 i Norrköping, var en svensk järnvägsman. Han var far till Karl-Gunnar och Lars-Erik Tillinger.
Tillinger anställdes 1908 vid Statens järnvägar, där han blev stationsskrivare 1911, bokhållare 1930, notarie 1936, trafikinspektör 1940, överinspektör för trafiktjänsten 1948 och var distriktschef 1950–1956. Han var huvudredaktör för Nordisk järnbanetidskrift 1938–1950. Tillinger blev riddare av Vasaorden 1949 och av Nordstjärneorden 1954. Han vilar på Matteus begravningsplats i Norrköping.